# Thomas Chatterton
Thomas Chatterton (Bristol, 20 novembre 1752 – Holborn, 24 agosto 1770) è stato un poeta inglese ed imitatore di poesia medievale. Morì suicida a Londra con l'arsenico all'età di 17 anni, diventando l'emblema del genio misconosciuto tra i romantici.
(Ælla, a Tragycal Enterlude, Mynstrelles Songe, verso 54)

## Biografia

### Primi anni

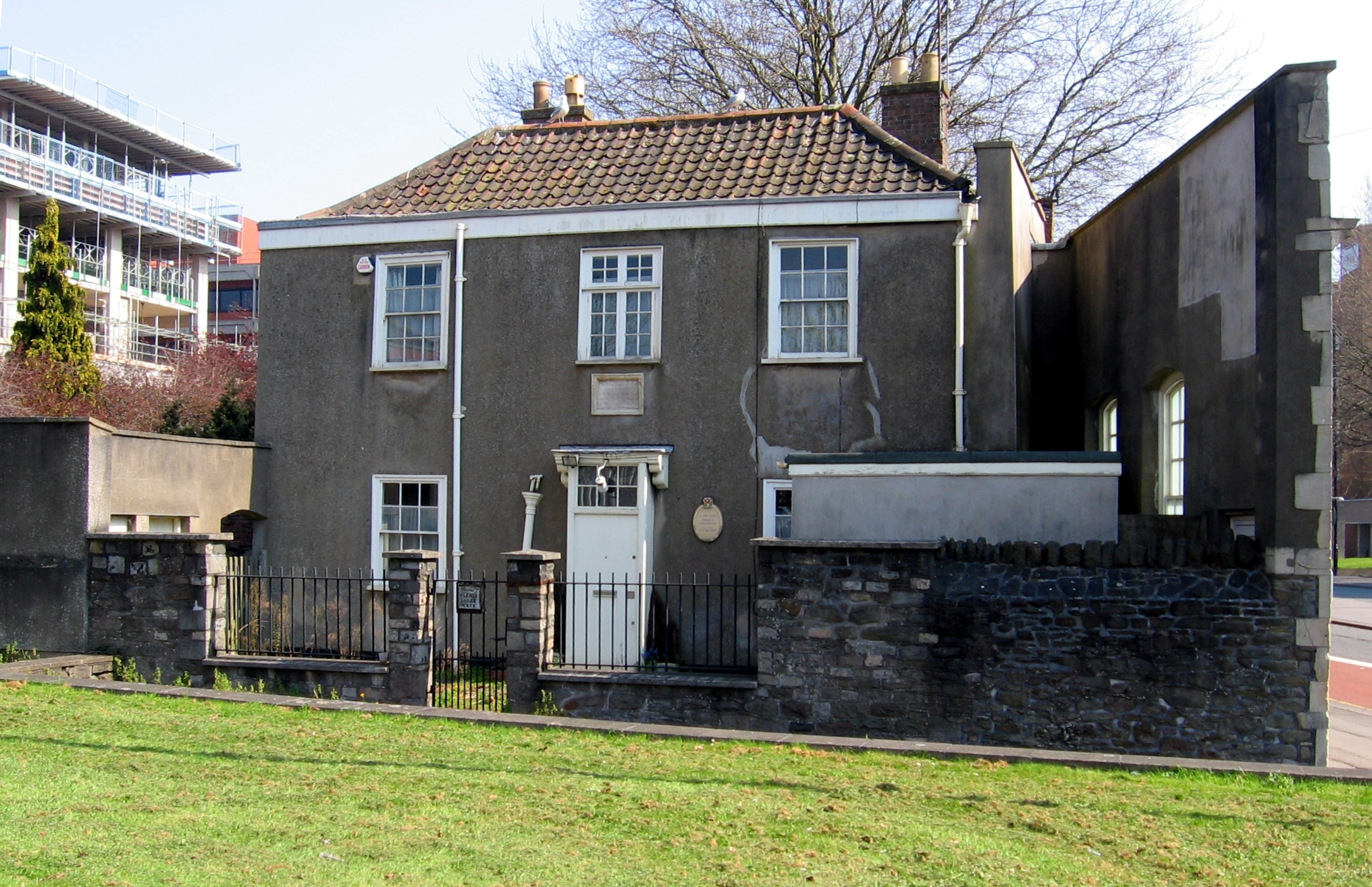
La casa a Bristol dove Chatterton nacque ed ebbe la prima istruzione scolastica.

Thomas nacque a Bristol, dove la sua famiglia aveva, già da circa due secoli, l'ufficio di sagrestano di St. Mary Redcliffe, una chiesa parrocchiale in Inghilterra; durante la sua breve vita visse con suo zio, Richard Phillips. Il padre del poeta, Thomas Chatterton, fu un genio della musica, un poeta, un numismatico, e un dilettante dell'occulto oltre che cantore (sub-chanter) nella cattedrale di Bristol e maestro alla Pyle Street free school, vicino alla chiesa di Redcliffe. L'educazione del ragazzo fu impartita da sua madre, rimasta vedova solo quattro mesi prima della nascita del figlio. Ella aprì una scuola di cucito e ricamo per ragazze che le consentì di allevare due figli, una femmina e un maschio; quando Thomas compì il suo ottavo anno, fu ammesso al Edward Colston's Charity. La scuola di Bristol, nella quale ci si limitava a insegnare a leggere, a scrivere e a far di conto, oltre al catechismo, contribuì ben poco alla sua formazione. Ereditariamente la sua famiglia di sagrestani aveva il compito di prendersi cura della chiesa di St Mary Redcliffe e delle relative proprietà e, sotto la guida di suo zio, essa fu il rifugio favorito del bambino. I cavalieri, gli ecclesiastici e i dignitari sepolti sotto gli altari gli divennero familiari; e imparò a scrivere e a leggere, da autodidatta, attraverso le iscrizioni scolpite sulle lapidi.
Il suo interesse si volse poi ad alcune casse di quercia conservate in una sala sovrastante il porticato sul lato nord della navata, dove giacevano dimenticati antichi documenti pergamenacei risalenti all'epoca della guerra delle rose. Thomas apprese i primi rudimenti della lettura dalle capitali miniate di un vecchio volume musicale, e leggendo una Bibbia in caratteri gotici. Egli non amava leggere - diceva sua sorella - libri di piccolo formato. Capriccioso già dai suoi primi anni, e disinteressato ai giochi degli altri ragazzi, si pensò che fosse un ritardato. Sua sorella riferisce che essendogli stato chiesto che cosa egli avrebbe voluto che si dipingesse su una tazza, che sarebbe stata sua, egli replicasse, "Dipingimi un angelo, con ali, e una tromba, che faccia risuonare il mio nome per il mondo intero".
Fin dalla più tenera età andò soggetto a momenti di assenza durante i quali, per ore, rimaneva immobile in uno stato di apparente trance, o scoppiava a piangere senza motivo. La sua vita solitaria favorì lo sviluppo del suo naturale riserbo. Quando lo strano bambino ebbe sei anni, sua madre cominciò a riconoscere le sue capacità; a otto anni era talmente avido di libri che, lasciato a se stesso, avrebbe letto e scritto tutto il giorno; a soli undici anni divenne un collaboratore del Bristol Journal di Felix Farley.
La sua cresima lo ispirò a scrivere alcune poesie religiose pubblicate su questo giornale. Nel 1763 una bellissima croce di particolare fattura, che adornava il cimitero di St Mary Redcliffe da oltre tre secoli, fu distrutta da un fabbriciere. Lo spirito di venerazione era grande in Chatterton, il quale spedì al giornale locale, il 7 gennaio 1764, una piccante satira contro il vandalo parrocchiano. Egli amava rinchiudersi in una piccola soffitta che aveva appositamente allestita per i suoi studi dove, con i libri e le amate pergamene saccheggiate da St Mary Redcliffe, e con materiale da disegno, il ragazzo viveva in un mondo fantastico popolato da eroi ed eroine del XV secolo.

### Prime opere "medievali"
La prima delle sue contraffazioni letterarie, il dialogo di Elinoure and Juga, lo scrisse prima di compiere dodici anni, spacciandolo a Phillips, un usciere della scuola di Colston, come l'opera di un poeta del XV secolo. Thomas rimase a Colston per più di sei anni, e in quella scuola era appunto suo zio che incoraggiava gli allievi a scrivere. Tre compagni di Thomas competevano tra loro nel compiacere i gusti poetici di Phillips; Thomas dal canto suo non confidò ad alcuno le sue ben più audaci avventure letterarie. Le piccole somme di denaro di cui disponeva le spendeva per prendere in prestito libri da una biblioteca circolante, procurandosi grazie anche all'amicizia dei suoi curatori opere di Weever, Dugdale e Collins, nonché l'edizione dell'opera di Chaucer di Thomas Speght, Spenser e altri libri.
Thomas trascorreva solitamente le vacanze nella casa materna, ma passava buona parte del tempo nel suo rifugio favorito, la soffitta dove studiava e viveva idealmente nell'Inghilterra di Edoardo IV, epoca in cui mastro William Canynge - effigiato nella chiesa di Redcliffe, a lui ben familiare - era stato per cinque volte sindaco di Bristol; Canynge è da lui raffigurato come un illuminato patrono della letteratura, e rappresentava in sostanza, nei suoi scritti, la figura paterna che gli era sempre mancata. In questa temperie Chatterton concepì lo pseudonimo Thomas Rowley, immaginario monaco del XV secolo, per i suoi scritti poetici e storici. Il gergo rowleiano di Chatterton sembra sia stato principalmente il risultato dello studio del Dictionarium Anglo-Britannicum di John Kersey, mentre a quanto pare persino la sua conoscenza di Chaucer era molto superficiale.
Nel 1769 Thomas spedì Rowley's History of England, presumibilmente sotto lo pseudonimo di Rowley, a Horace Walpole, il quale ne rimase inizialmente affascinato. Chatterton volse quindi la propria attenzione alla letteratura periodica e politica, e lasciò il Bristol Journal per il Town and County Magazine ed altri periodici londinesi. Assunto lo pseudonimo di Junius, rivolse la sua penna contro il duca di Grafton, conte di Bute, e Augusta di Sassonia-Gotha, la principessa del Galles.
Thomas aveva appena spedito una delle sue diatribe politiche al Middlesex Journal, quando, alla vigilia di Pasqua, il 17 aprile del 1770, compose il suo Last Will and Testament, una satira tra il serio e il faceto nella quale proclamava l'intento di porre fine alla propria esistenza la sera seguente. Oltre ai lasciti satirici, come l'"umiltà" al reverendo Camplin, la "religione" al decano Barton, e la "modestia" insieme alla "prosodia e grammatica" al signor Burgum, egli lasciava "a Bristol tutto il suo spirito e il suo disinteresse, merci sconosciute sul molo di Bristol dopo i giorni di Canynge e Rowley." Il testamento fu probabilmente concepito per spaventare il suo padrone, l'avvocato John Lambert presso il quale era stato mandato a lavorare come apprendista; costui lo sciolse dai suoi obblighi e Chatterton, ricevuto denaro da suoi amici, si trasferì a Londra.
Chatterton era già conosciuto dai lettori del Middlesex Journal come un rivale di Junius, sotto lo pseudonimo di Decimus. Collaborava anche all'Hamilton's Town and County Magazine, e i suoi scritti trovarono ben presto ospitalità sul Freeholder's Magazine, rivista politica schierata con John Wilkes. I suoi contributi venivano accettati, ma gli editori li pagavano poco o niente.
Scrisse fiducioso alla madre e alla sorella e spese i suoi primi guadagni comprando loro dei regali. Il suo orgoglio e la sua ambizione erano gratificati dalle promesse e dalle lusinghe interessate degli editori e avventurieri politici; persino Wilkes apprezzava il suo stile tagliente ed espresse il desiderio di conoscere l'autore. Il Lord Mayor di Londra William Beckford commentò elogiativamente uno dei suoi scritti politici. Thomas era frugale e assai diligente. Era in grado di assumere lo stile di Junius o di Tobias Smollett, di riprodurre la satira amara di un Churchill, di mettere in parodia l'Ossian di Macpherson, di scrivere alla maniera di Pope, o con la raffinata grazia di Thomas Gray e William Collins.
Scriveva lettere politiche, egloghe, liriche e satire, sia in prosa che in versi. Nel giugno del 1770 - dopo nove settimane trascorse a Londra - si trasferì da Shoreditch, dove alloggiava con un parente, in un attico in Brook Street, Holborn. Era ancora a corto di denaro; le leggi repressive sulla stampa rendevano impossibile per lui continuare a pubblicare lettere nello stile di Junius, e dovette quindi dedicarsi a scritti più leggeri. A Shoreditch condivideva una stanza; ora, per la prima volta, poteva godere di una ininterrotta solitudine. Il suo compagno di stanza a Shoreditch notava che diverse ore della notte lui le trascorreva scrivendo; e ora finalmente poteva scrivere per tutta la notte. Riprese il romanzo dei suoi primi anni, trascrivendo da un'immaginaria pergamena dell'antico monaco Rowley il suo Excelente Balade of Charitie. Spedì questa eccellente poesia, redatta in un linguaggio arcaico, all'editore del Town and County Magazine, che la respinse.
Il signor Cross, un farmacista che abitava nei pressi, lo invitava spesso ad andare da lui a pranzo o a cena ma egli opponeva invariabilmente un rifiuto. La padrona di casa, intuendo il suo stato di bisogno, cercava di indurlo a cenare con lei, ma invano; anzi Thomas la rassicurava dicendole che non aveva fame. Da annotazioni rinvenute in un quaderno dopo la sua morte, sappiamo che Hamilton, Fell e altri editori, tanto generosi a parole, lo pagavano uno scellino ad articolo, e meno di otto pence a poesia; molti dei suoi lavori peraltro erano stati accettati ma non ancora pagati.
Da altre fonti sappiamo che Thomas aveva avuto intenzione di studiare medicina con Barrett, al quale scrisse disperato chiedendo una raccomandazione che gli consentisse di imbarcarsi come assistente chirurgo su un mercantile. Il 24 agosto 1770, si ritirò per l'ultima volta nel suo attico nel Brook Street a Holborn, un'area di Londra, portando con sé l'arsenico che ingerì dopo aver fatto a pezzi tutti gli scritti che rimanevano presso di lui. Non aveva che 17 anni e nove mesi, ma aveva raggiunto una ragguardevole maturità nei suoi scritti migliori.
Nei suoi scritti compare Lydgate, monaco di Bury St Edmunds, il quale, dopo aver sfidato Rowley a una gara di poesia, produce Songe of Allia, una lirica di rara bellezza. Nella Tragedy of Goddwyn, di cui ci è pervenuto solo un frammento, la Ode to Liberty può rivendicare un posto tra le più eccellenti liriche marziali in lingua inglese. L'insieme delle poesie da lui scritte costituisce il più eminente esempio di precocità intellettuale nell'intera storia della letteratura inglese.

## Riconoscimenti postumi

La morte di Chatterton, 1856, dipinto da Henry Wallis, la più famosa immagine di Chatterton del XIX secolo. La figura del poeta fu modellata su quella del giovane George Meredith

La morte di Chatterton fece allora poco scalpore: i pochi che potevano apprezzare le poesie di Rowley lo consideravano un semplice trascrittore. Fu sepolto vicino alla Shoe Lane Workhouse, nella parrocchia di St Andrew, Holborn, che in seguito fu convertita in mercato. Una storia poco accreditata racconta che il corpo del poeta fu recuperato e in segreto sepolto da suo zio, Richard Phillips, nel cimitero di Redcliffe. Da allora vi è eretto un monumento in sua memoria, con l'appropriata iscrizione, tratta dal suo "testamento": "Alla memoria di Thomas Chatterton. Lettore! non giudicare. Se sei un Cristiano, abbi fede che egli sarà giudicato da un Potere Supremo. A questo Potere solo egli ora risponde".
Fu dopo la morte di Chatterton che iniziò la controversia sul suo lavoro. Una raccolta di Poems supposed to have been written at Bristol by Thomas Rowley and others, in the Fifteenth Century (1777) fu pubblicata da Thomas Tyrwhitt, uno studioso di Chaucer che le credette un'opera originale medievale. Già nell'appendice all'edizione dell'anno seguente veniva riconosciuta tuttavia la probabile paternità di Chatterton. Thomas Warton, nella sua History of English Poetry (1778) include Rowley tra i poeti del XV secolo, anche se non sembra credere all'arcaicità delle poesie. Nel 1782 viene pubblicata una nuova edizione delle Poesie di Rowley con un "Commento, nel quale viene considerata e difesa la loro antichità", a opera di Jeremiah Milles, diacono di Exeter.
La controversia che infuriava attorno alle poesie di Rowley viene trattata da Andrew Kippis in Biographia Britannica (vol. IV., 1789), dove compare un dettagliato resoconto di G. Gregory della vita di Chatterton (pp. 573–619). Quest'ultimo fu ristampato nell'edizione del 1803 delle Opere di Chatterton di Robert Southey e J. Cottle, pubblicate a beneficio della sorella del poeta. L'approssimatività degli studi sulla lingua inglese nel XVIII secolo spiega il successo temporaneo delle mistificazioni di Chatterton. Da tempo è assodato che Chatterton fu l'unico autore dei Rowley Poems, ma ancora nella seconda metà dell'Ottocento la lingua e lo stile venivano analizzati per confermare questo punto di vista da Walter William Skeat in un saggio introduttivo al vol. II. dei The Poetical Works of Thomas Chatterton (1871) nelle Aldine Edition of the British Poets. I manoscritti di Chatterton, originariamente in possesso di William Barrett di Bristol, furono lasciati dai suoi eredi al British Museum nel 1800. Altri sono conservati nella biblioteca di Bristol.
Il genio di Chatterton e la sua tragica morte furono commemorate da Shelley in Adonais (sebbene la maggiore enfasi è posta nella commemorazione di John Keats), da Wordsworth in Resolution and Independence, da Coleridge in A Monody on the Death of Chatterton, da Dante Gabriel Rossetti in Five English Poets, da Henry Wallis nel suo dipinto La morte di Chatterton e nel sonetto di John Keats To Chatterton. Keats inoltre dedicò Endymion "alla memoria di Thomas Chatterton". Il dramma Chatterton di Alfred de Vigny fornisce un quadro del tutto fittizio della figura del poeta. Herbert Croft, nel suo Love and Madness, fornisce un lungo e prezioso contributo su Chatterton, pubblicando molte delle lettere del poeta, e molte informazioni ottenute dalla sua famiglia ed amici (pp. 125–244, letter Ii.).
Due delle poesie di Chatterton furono musicate dal compositore inglese John Wall Callcott, e comprendono varie citazioni della Song to Aelle. La sua poesia più conosciuta, O synge untoe mie roundelaie fu adattata in cinque madrigali da Samuel Wesley. Chatterton ha attirato anche l'attenzione di autori di musica lirica, tra cui Ruggiero Leoncavallo che compose l'opera in due atti Chatterton dallo scarso successo, il compositore tedesco Matthias Pinscher autore di Thomas Chatterton e il compositore australiano Matthew Dewey, autore dell'opera drammatica intitolata The Death of Thomas Chatterton.
C'è una collezione "chattertoniana" nel British Museum, contenente lavori di Chatterton, ritagli di giornali, articoli sulla controversia su Rowley e altri temi affini, con manoscritti annotati da Joseph Haslewood, e molte lettere autografe. E. H. W. Meyerstein, che lavorò per molti anni nella sala dei manoscritti del British Museum scrisse un lavoro decisivo - A life of Thomas Chatterton - nel 1930. Il romanzo di Peter Ackroyd, Chatterton, fu un racconto di successo, ispirato alla storia del poeta, che dà adito alle implicazioni filosofiche e spirituali della contraffazione (forgery).
Una lista di quozienti di intelligenza, nel libro di Davies, Europe, tra gli europei importanti cita Thomas Chatterton al terzo posto, con un QI di 170, dietro John Stuart Mill (190) e Goethe (185).